# États généraux de 1789

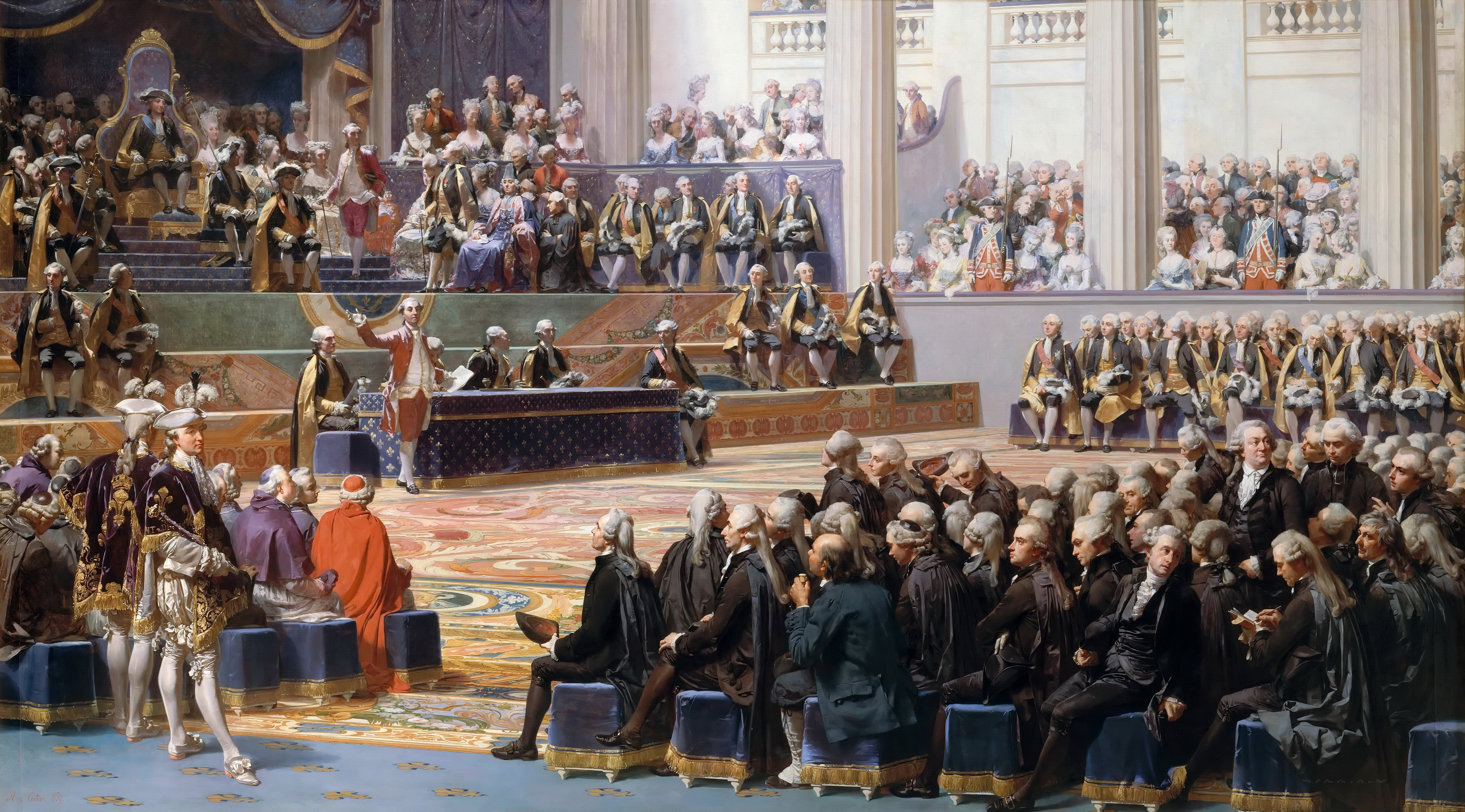
Obertura dels Estats generals a Versalles, 5 de maig 1789, Auguste Couder, 1839, Musée de l'Histoire de France aVersailles.

Els Estats generals de 1789 - États généraux de 1789 (francès) - van ser els Estats Generals de França que varen ser convocats pel rei de França i de rei de Navarra, Lluís XVI, el 8 d'agost de 1788.
Es van compondre d'uns 1.200 diputats (députés) escollits dins els Pays d'élections, segons els règlement général de 24 de gener de 1789 i les dues taules annexades, i, dins els pays d'états, segons els règlements particuliers.
Els États généraux de 1789 es van iniciar a Versalles, el 5 de maig de 1789 organitzats pel gran mestre de cerimònies de França, Henri-Évrard de Dreux-Brézé, marquès de Dreux-Brézé, en una sala provisional erigida amb urgència per l'arquitecte Pierre-Adrien Pâris, darrere l'hôtel des Menus-Plaisirs de l'Avinguda de Paris de Versalles ·  · .
La vetlla. el 4 de maig, els diputats havien participat en una processó religiosa dita del Sant-Sacrament, que partí de l'església Notre-Dame fins a l'església Saint-Louis.
Des del 6 de maig fins al 27 de juny, els états généraux van seure per ordre : els diputats del clergat dins la chambre du clergé, els de la noblesa a la chambre de la noblesse i els del tercer estat (del tiers) en una tercera cambra que va prendre el nom de Communes.
El 27 de juny, després del fracàs de la Reial sessió del 23 juny 1789, Lluís XVI va ordenar als membres de les cambres de les dues primeres ordres - el clergat i la noblesa - que s'unissin a la del tercer estat.
Des del 17 de juny, es va incorporar l'Assemblea Nacional. Els diputats del Tercer Estat es van unir el 22 de juny amb 149 membres del clergat
Després del Jurament del Joc de Pilota (Serment du Jeu de paume) del 20 de juny, l'Assemblea Nacional va esdevenir Assemblea Constituent i Lluís XVI la va reconèixer, el 5 d'octubre amb l'acceptació de la Declaració dels Drets de l'Home i del Ciutadà de 1789 així com els articles de la Constitució de 1789.
El Estats Generals de 1789 són la primera assemblea general del Regne des dels Estats Generals de 1614. Aquests Estats generals també són els últims de l'Antic Règim.
Aquesta assemblea dels tres estaments (clergat, noblesa i Tercer estat) va ser convocada pel rei per tal de debatre els problemes del país.
Als États généraux de França, la noblesa estava representada per 270 diputats. El clergat per 291 diputats, el Tercer Estat (Tiers état) per 578 diputats. La votació havia de tenir lloc per ordre, el clergat i la noblesa eren majoritaris amb 2 veus contra 1, però ja hi havia dins d'aquests dos estats reformadors ardents, encara que en aquell moment no es parlava de la revolució.
El clergat i la noblesa no formaven ordres totalment homogenis. Per exemple, hi havia la presència del baix clergat que era favorable als camperols com també una petita noblesa rural, per exemple a la Bretanya, amb unes perspectives ben diferents a la noblesa de la Cort.